# Ђорђије Премовић
Ђорђије Ђорђе Премовић (Богетићи, код Никшића, 19. април 1910 — Плана, код Билеће, 17. април 1943), учесник Народноослободилачке борбе и народни херој Југославије.

## Биографија
Рођен је у 19. априла 1910. године у селу Богетићима, код Никшића. Потицао је из сиромашне сељачке породице. Основну школу је завршио у родном селу, а гимназију је учио у Никшићу. Године 1928, због учешћа у протестним демонстрацијама и отвореног револта против режима, био је искључен из никшићке гимназије, без права настављања школовања. Морао је потом да се бави тешким физичким пословима како би створио услове за живот.
Радио је у никшићкој пивари „Требјеса”, где је међу радницима стекао популарност, посебно након његовог укључивања у спортско друштво „Херцеговац”, у коме су се окупљали и комунистички опредељени омладинци. Ту се повезао са њима и 1933. године је постао члан илегалне Комунистичке партије Југославије (КПЈ). Спортско друштво је представљало погодну форму преко које је Окружни комитет КПЈ за Никшић легално деловао међу младима, у Никшићу и околини. Заказиване су спортске приредбе и одиграване утакмице у суседним местима.
Због револуционарних идеја, полиција је Ђорђија често прогонила и било му је ограничено кретање. Једном приликом га је у ланцима спровела у његово родно место. Био је међу ухапшенима у великој полицијској провали у партијску организацију КПЈ у Црној Гори, 1936. године, када је шест месеци провео у истражном затвору. Његова кућа је била једно од сабиралишта приликом организовања добровољаца за Шпанију, током Шпанског грађанског рата. Марта 1937. године, заједно са 120 добровољаца кренуо је за Шапнију, али су били ухапшени у Боки Которској, приликом откривања брода „Ла Корсе”, који је организовао Адолф Мук.
У годинама пред почетак рата, када је обновљена партијска организација у Никшићу, Ђорђије је развио пуну политичку активност. Непосредно пред рата запослио се у Железари у Зеници, где је био један од активнијих комуниста и бораца за радничка права. Овде је остао до почетка рата и успостављања Независне Државе Хрватске, када се крајем априла или почетком маја 1941. године вратио у Црну Гору. Био је један од организатора устанка у свом родном крају. Налазио се међу устаницима који су извршили акцију разоружавања жандармеријске станице у Богетићима. Његова герилска група је, одмах после почетка Тринаестојулског устанка, извела неколико акција на колоне италијанских окупаторских војника, које су се кретале путем Даниловград—Никшић.
Извесно време, крајем 1941. и почетком 1942. године био је у партизанским јединицама које су се бориле у источној Херцеговини, а 11. јуна 1942. године приликом формирања Пете црногорске ударне бригаде постао је командир чете у Другом батаљону. Истицао се у борбама Пете црногорске бригаде на тромеђи Босне, Црне Горе и Херцеговине — на Зеленгори, Трескавици и у Забрђу. Показао се као способан командир у борбама око Горњег Вакуфа и Прозора, а посебно се истакао у борби код Фојнице, за шта га је јавно похвалио Сава Ковачевић, командант Пете црногорске бригаде. Крајем 1942. године постављен је за заменика команданта Првог батаљона.
У току Четврте непријатељске офанзиве, нарочито се истакао у борбама за Прозор, код Јабланице и у долини Неретве. Након тога, бригада је наставила да гони четнике који су на Неретви доживели тежак војнички слом. Тада су априла 1943. године вођене жестоке борбе око Невесиња, а након тога је Први батаљон Пете црногорске бригаде продужио наступање у правцу Билеће. Батаљон је код села Плана био дочекан јаким четничким снагама, које су биле помогнуте од Италијана. Вођене су тешке борбе, током којих је учињено неколико неуспелих покушаја да се ослободи Плана. У посљедњем покушају, 17. априла 1943. године Ђорђије је био тешко рањен и заробљен од четника, који су га након мучења стрељали.
Указом председника ФНР Југославије Јосипа Броза Тита, 27. новембра 1953. године, проглашен је за народног хероја.